# Flink (entreprise)
Flink SE est une entreprise allemande de quick commerce, qui livre directement aux consommateurs des articles du quotidien depuis des  « dark stores », des entrepôts d'épicerie hyper-locaux non accessibles au public.
Flink promet de livrer les courses « en quelques minutes ». Les livraisons sont effectuées par les employés de Flink sur des vélos électriques, fournis par l'entreprise.
Flink est le plus grand service de livraison tiers en Europe, ayant dépassé Gorillas en 2021. La société a déclaré en 2021 avoir livré jusqu'à 10 millions de clients dans plus de 140 sites dans plus de 60 villes d'Europe.

## Histoire
Flink est fondée fin 2020 à Berlin par Christoph Cordes, Oliver Merkel et Julian Dames en tant que start-up. Flink lève environ 750 millions de dollars américains lors de levés de fonds notamment auprès du groupe d'investisseurs de DoorDash et de REWE. À la fin de 2021, Flink était évalué à 2,1 milliards de dollars américains.

### En France
Flink a possédé 19 dark stores dans neuf villes dont Paris, Lyon ou encore Marseille.
Comme pour d'autres acteurs de la livraison ultra-rapide, leurs implantations sont mal perçus par les riverains qui craignent des nuisances sonores. Les maires et élus locaux de leur côté craignant que leur ville se transforme en « villes-entrepôts ».
Le 16 mai 2022, Flink fait l'acquisition de la start-up française Cajoo.
En juin 2023, Flink France est placée en redressement judiciaire, en raison du durcissement réglementaire. Le 12 septembre 2023, la direction de Flink France annonce sa reprise « par l’actuel directeur général Guillaume Luscan, la maison mère allemande et la start-up algérienne Yassir, avec 56 % des effectifs maintenus. Elle décide alors de conserver 14 des 19 points de livraison ».
En avril 2024, la direction de Flink annonce la liquidation de l'entreprise.